# Zef
Zef és un moviment contracultural provinent de Sud-àfrica.

## Origen del terme
La paraula zef deriva de l'afrikaans, que es podria traduir com a 'comú'. Jack Parow, en una entrevista, descriu el moviment: «És com una mica luxós, però el contrari de luxós».
Es diferencia del slang australià bogan (terme generalment pejoratiu o autocrític, per a una persona que es reconeix como una mica sofisticat o algú amb educació limitada, llenguatge, vestimenta i actitud), i el terme britànic chav (estereotip i pejoratiu que descriu a una subcultura de classe obrera), ja que és sobretot un terme positiu utilitzat per a descriure’s a si mateix, en comptes d'un terme despectiu per a algú més. Tampoc és típic de les classes més pobres de la societat, sinó millor dit una subcultura de classe mitjana-baixa de gent blanca, encara que glorifica coses barates.
La paraula "zef" és una contracció del nom del cotxe Ford Zephyr que fou popular a nivell mundial des dels anys 1950 i 1970. Al sud d'Àfrica, aquests cotxes sovint eren propietat de la classe obrera, especialment de les àrees East Rand i West Rand de Johannesburg (degut a l'activitat minera d'or i a l'augment d'aquest després que es desacoblés el preu fixe de 30 dòlars per unça d'or fi). Un conductor mitjà de Zephyr, encara econòmicament còmode als anys '70, seguia sent en general més una classe obrera que d'elit o un fons d'alt nivell educacional, llavors als propietaris d'aquests cotxes sel's digué la descripció pejorativa de ser "zef" (propietari de Zephyr) pels de classe mitjana i sudafricans adinerats.

## Música zef i cultura
Die Antwoord, grup sudafricà, descriviren el terme com el seu estil musical: 
| « | "zef és la gent que es tuneja el cotxe: ets pobre, però ets luxós, tens el teu propi estil, ets sexi" […] "per a nosaltres, el significat de 'zef' canvia constantment. Significa ser punk, futurista, indestructible, que és lo oposat a ser víctima, que pots fer el que vulguis, que no t’importa el que diguin els altres... tot això és 'zef'" | » |

Si preguntes "Què és la música zef?". L'ús del terma va evolucionant. El que significava zef el 2005 (pre-Die Antwoord) probablement és diferent del que significa el 2010 (post-Die Antwoord) i probablement del que signifiqui el 2015.
Ninja té una visió optimista del que és zef en la música. En una entrevista realitzada el gener de 2011, Ninja respongué a la controvèrsia que sorgia des de la seva reclamació zef que representa a Sud-àfrica. Els crítics suggereixen que més aviat podria ser només una representació dels sudafricans blancs.
Comentà que el racisme és quelcom obsolet i una cosa del passat per als sudafricans. Observà que les cultures "estan molt fusionades", i que el final de l'apartheid "no és una fusió harmoniosa". Prèviament afegí "és un tipus de treball en una forma disfuncional". Ell suggereix per a la mitjana sudafricana, que l'interrogant de la seva raça és discutible. Afirma que aquesta controvèrsia es basa en les percepcions antigues del món sobre Sud-àfrica. Si bé Sud-àfrica ha estat canviant durant més de trenta anys, la percepció internacional no ho ha fet.